# دب اکبر
دُبّ اکبر یا خرس بزرگ یا هفت اورنگ نام یکی از صورت‌های فلکی در نیمکره شمالی آسمان است.

توضیحات

عکسی از صورتواره ملاقه بزرگ در این صورت فلکی که در هاوایی گرفته شده‌است.

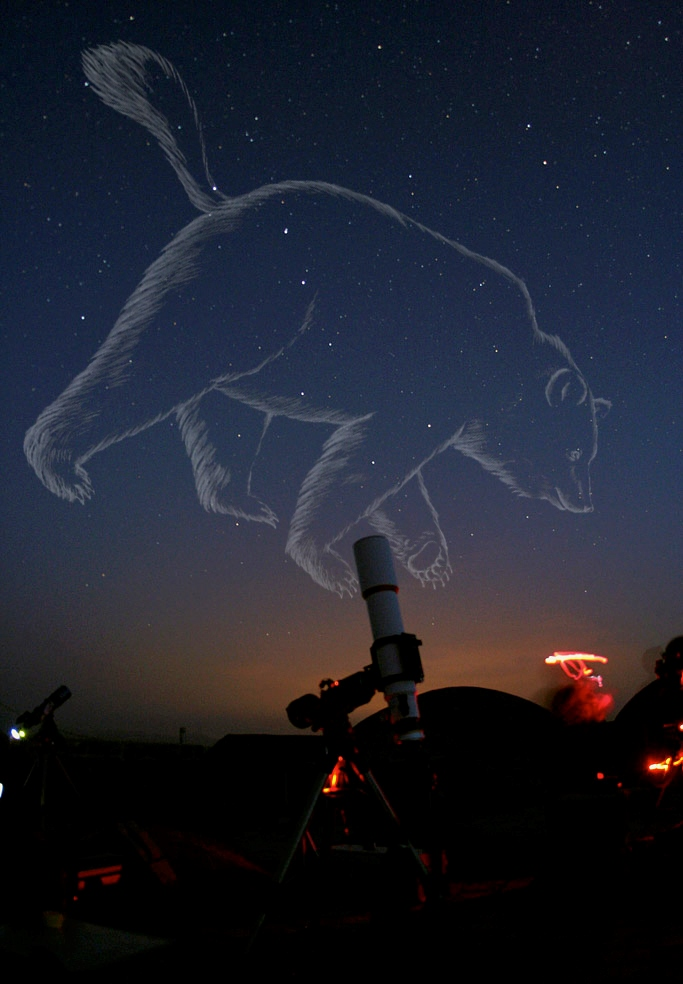
تصور دب اکبر بر آسمان. عکس از کویر مرنجاب در ایران.

دب اکبر یکی از معروف‌ترین صورت فلکی‌های آسمان و همچنین مهم‌ترین صورت فلکی فروردین ماه است. پنج ستارهٔ کاسهٔ آبگردان آن با یکدیگر در ارتباط هستند و در یک جهت و با یک سرعت در فضا حرکت می‌کنند. شکل و وضعیت این صورت فلکی هر ۱۰۰٬۰۰۰ سال یکبار تغییر می‌کند و آن به این دلیل است که وضعیت دو ستارهٔ انتهایی دستهٔ آبگردان که عناق و قائد نام دارند نسبت به پنج ستارهٔ دیگر عوض می‌شود.
برخی هفت ستارهٔ پرنورتر این صورت فلکی را دب اکبر می‌نامند، ولی صحیح آن است که این ستاره‌ها فقط بخشی از دب اکبر می‌باشند، و صورت فلکی دب اکبر دارای ستاره‌های بیشتری است. هفت ستارهٔ پرنورتر آن ملاقه بزرگ، بنات النعش یا هفت‌اورنگ نام دارند.
همچنین می‌توان از دب اکبر برای جهت‌یابی و قبله‌یابی استفاده کرد.

## نام
در قدیم، این صورت فلکی را به شکل یک خرس تصور کرده‌اند، و از آن‌جا که صورت فلکی کوچک‌تر دیگری هم شبیه خرس بوده‌است، این را خرس بزرگ و آن دیگر را خرس کوچک نامیده‌اند. معنای نام آن در بسیاری از زبان‌های دیگر هم به همین معناست: در عربی «دُبّ اکبر»، در انگلیسی Great Bear و در لاتین Ursa Major نامیده می‌شود. «دُب» به معنای خرس نر است.

## ویژگی‌ها
دب اکبر ۱۲۷۹٫۶۶ درجه مربع یا ۳٫۱۰ درصد از کل آسمان را پوشش می‌دهد و بنابر این سومین صورت فلکی بزرگ است. در سال ۱۹۳۰، اوژن ژوزف دلپورت مرزهای صورت‌های فلکی را رسماً در اتحادیه بین‌المللی اخترشناسی (IAU) تعیین کرد و دب اکبر را به عنوان یک چندضلعی نامنظم ۲۸ وجهی تعریف کرد. در دستگاه مختصات استوایی، این صورت فلکی بین مختصات بُعد ۸h ۰۸٫۳m تا ۱۴h ۲۹٫۰m و بین میل ‏ ‎+۲۸٫۳۰° و ‏ ‎+۷۳٫۱۴° امتداد دارد.
دب اکبر با هشت صورت فلکی دیگر هم‌مرز است: اژدها در شمال و شمال شرق، گاوران در شرق، تازی‌ها در شرق و جنوب شرقی، گیسو در جنوب شرقی، شیر و شیر کوچک در جنوب، سیاه‌گوش در جنوب غربی و زرافه در شمال غرب. اتحادیه بین‌المللی اخترشناسی در سال ۱۹۲۲ مخفف «UMa» را برای دب اکبر تعیین کرد.

## ستاره‌های دب اکبر
هفت ستارهٔ پرنور نقش دب اکبر (آبگردان یا ملاقه) را پدیدمی‌آورند. چهار ستاره که کاسه را تشکیل می‌دهند با نام‌های دبه (ظهر دب اکبر)، مراق، فخذ و مغرز معروف اند که همه اسامی عربی‌اند. دبه به معنای خرس است و مراق به معنی گرده و فخذ و مغرز به ترتیب به معنای ران و بن دم خرس اند. ستاره‌هایی که دستهٔ آب گردان را تشکیل می‌دهند به نام‌های قائد، عناق، و جون موسوم‌اند و باز هم نام‌های عربی به معنای جلودار و بزغاله‌اند.
در نزدیکی عناق ستاره کوچک سُها قرار دارد. اعراب این دو ستاره را اسب و سوار می‌نامیدند. روشنی ظاهری هفت ستارهٔ آب گردان با هم فرق می‌کند: دبه پر نورترین آن‌ها و مغرز کم فروغ‌ترین شان است.
- فهرست ستاره‌های خرس بزرگ

## جهت‌یابی با دب اصغر و دب اکبر
ستاره قطبی در انتهای صورت فلکی دب اصغر است که به کمک امتداد ستارگان مراق و دبه خرس بزرگ شناخته می‌شود.
از ستارگان هدایت گر نیز می‌توان برای قبله‌یابی نیز استفاده کرد. در صورت اتصال انتهای ستارگان هدایت گر و پیدایش ستاره قطبی، می‌توان جهت قبله را با تقریب ۳۲٫۷ درجه تخمین زد. (دلیل این تقریب بالا، انحراف محوریت ستارگان در فصول مختلف سال می‌باشد)

## افسانه‌ها
بنابر افسانه‌های کهن یونانی خرس نشان دهندهٔ کالیستو دختر شاه آرکادیا و معشوقهٔ ژوپیتر بود و ژوپیتر برای حفاظتش او را به شکل خرسی درآورد و بر آسمان‌ها نهاد.
بنابر افسانه‌ای دیگر روح بزرگ دب اکبر را با قصد و عمد بر آسمان نهاد تا گاهشمار خرس‌های زمینی باشد در نیم سالی که دب اکبر بر ارتفاعی کم جای دارد همهٔ خرس‌های زمینی در غارهای خود می‌مانند و خود را گرم نگه می‌دارند. وقتی دب اکبر در آسمان اوج می‌گیرد خرس‌ها نیز غارهایشان را ترک می‌کنند زیرا تابستان آغاز شده.

## اجرام عمق آسمان
با نگاه دقیق تر به دب اکبر شاهد حضور چند کهکشان در آن هستیم، در قسمت شمالی آن M۸۱ و M۸۲ حضور دارند که در حدود ۱۰ میلیون سال نوری از ما فاصله دارند. M۸۱ یک کهکشان مارپیچی از قدر هفتم است که با دوربین‌های کوچک به شکل بیضوی و به رنگ شیری–سفید دیده می‌شود. M۸۲ را هم که یک کهکشان مارپیچی است می‌توان با دوربین‌های دو چشمی مشاهده نمود اما نسبت به M۸۱ کوچک‌تر و دارای فقط ۲۵ درصد از درخشندگی M۸۱ است.

## تصاویر

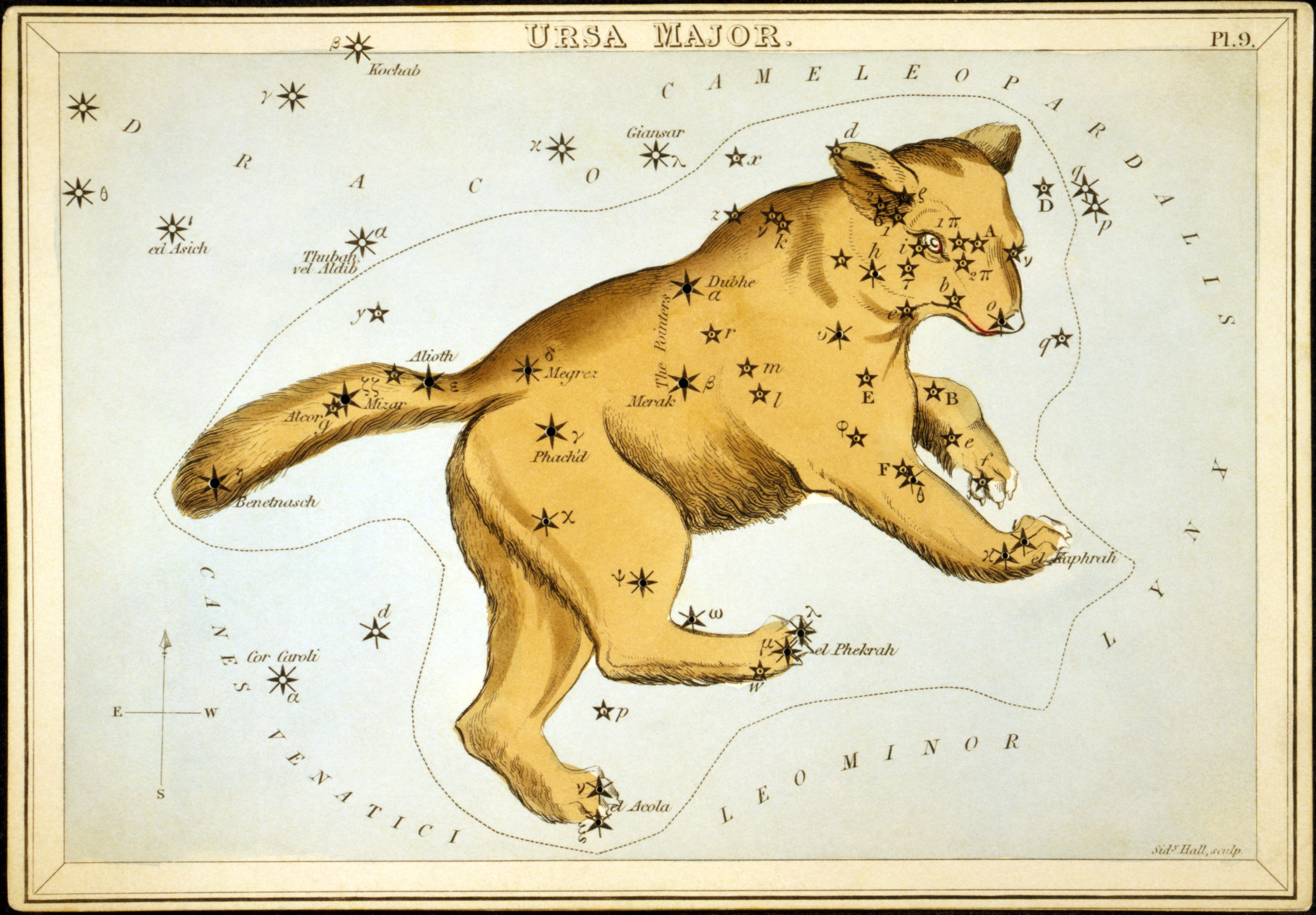
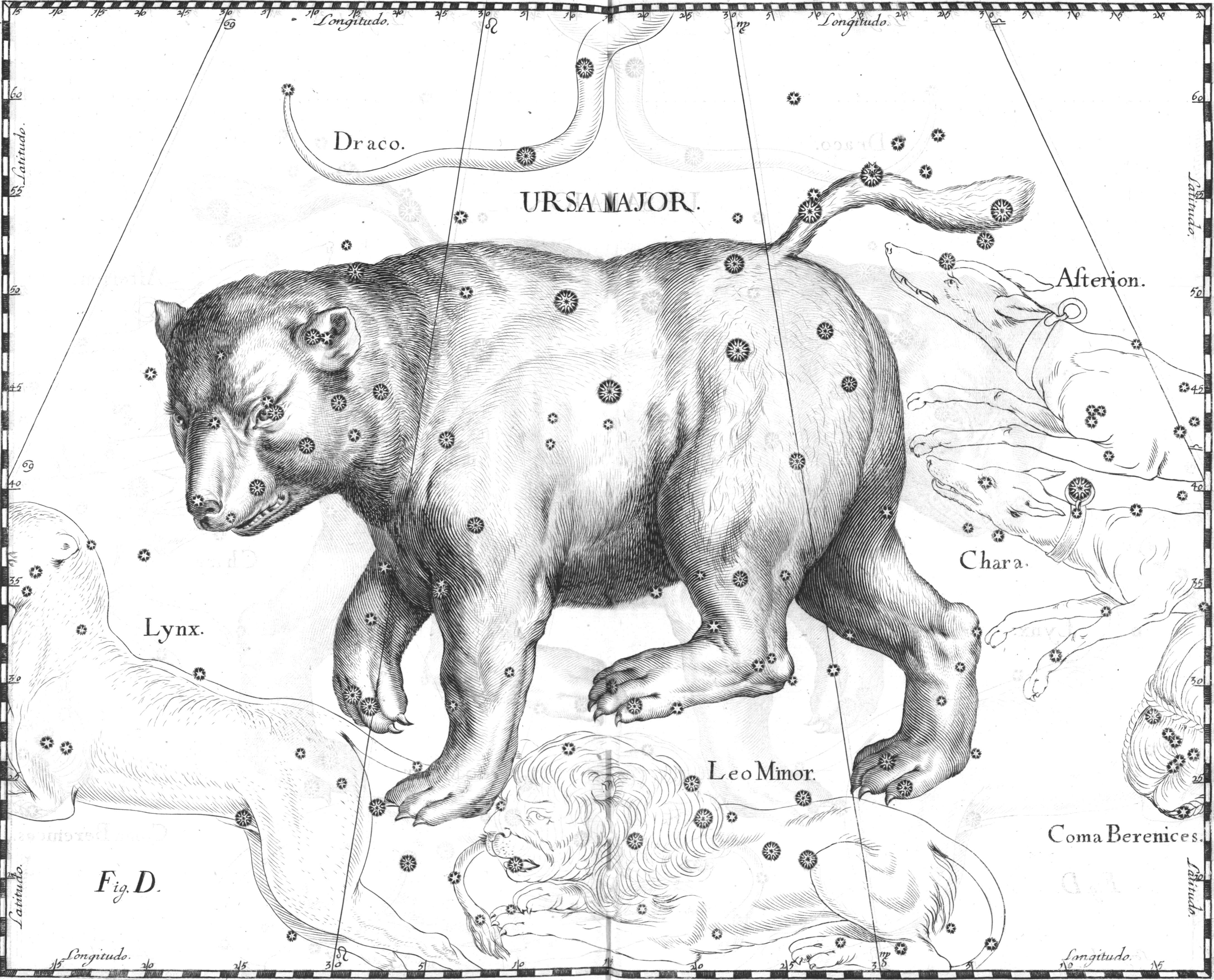
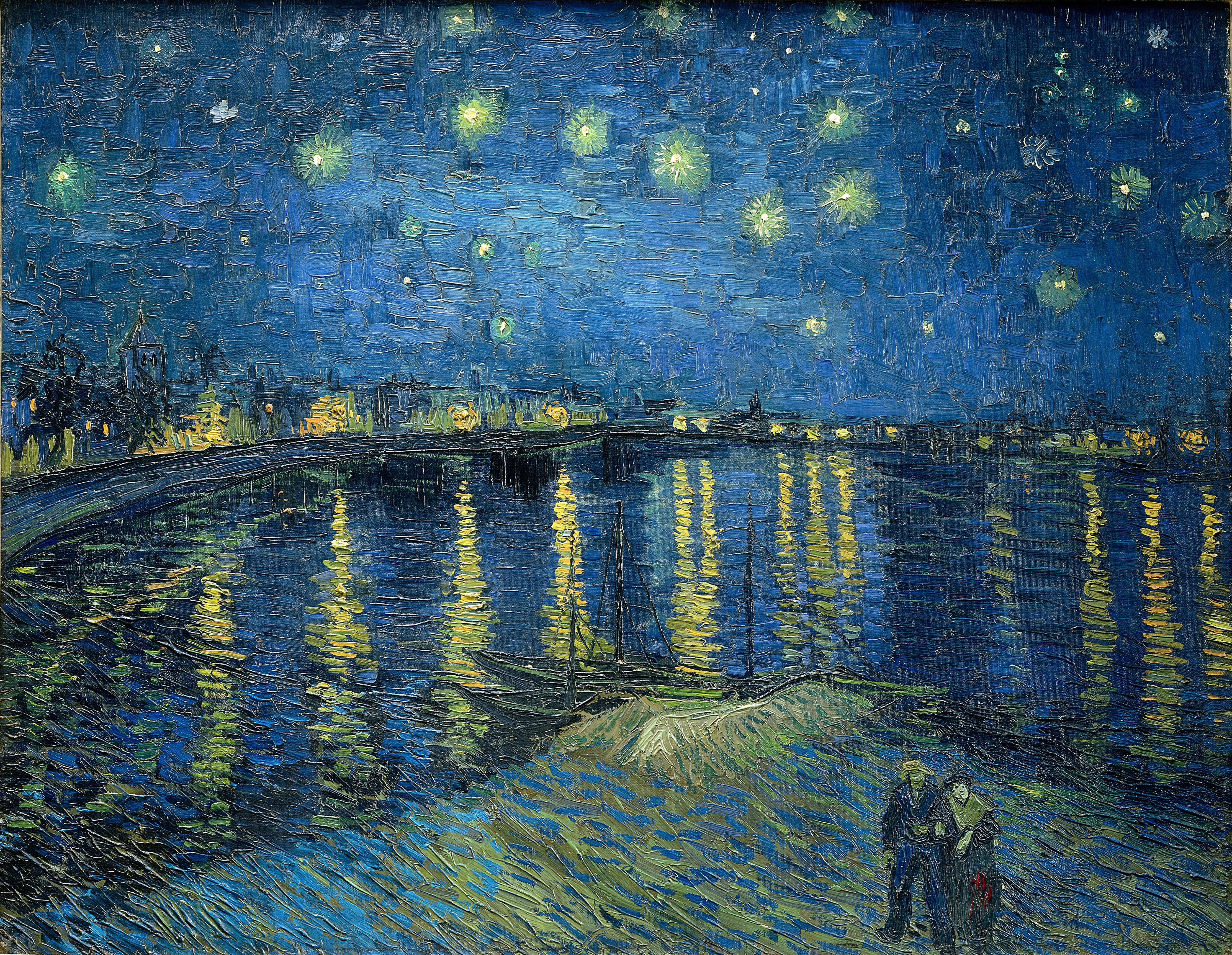